# 시배스천 폭스
시배스천 폭스(Sebastian Faulks, 1953년 4월 20일 ~ )는 영국의 소설가이다.
1953년 영국 뉴베리 인근의 도닝턴에서 태어났다. 케임브리지 대학을 졸업한 후 「데일리 텔레그래프」,「인디펜던트」, 「가디언」, 「이브닝 스탠더드」 등의 신문사에서 14년간 저널리스트로 일하며 틈틈이 글을 썼다. 1984년 첫 작품 『빛의 장난』을 출간하고 1991년부터 전업 작가의 길로 들어섰다. 1993년 제1차 세계 대전을 배경으로 한 소설 『새의 노래』가 출간과 동시에 평단의 찬사를 받으며 40만 부 이상 팔리는 큰 성공을 거두었고, 이 작품으로 그는 영국을 대표하는 작가의 반열에 올라섰다.
이후로 <포스트모던 전쟁 소설 작가>로 불리며 자신만의 세계를 구축해 나간 폭스는, 1995년 브리티시 북 어워드 선정 <올해의 작가> 상을, 2002년 영국 왕실에서 수여하는 영국 문화 훈장을 받았다. 또한 2003년에는 BBC에서 조사한 <영국인이 가장 사랑하는 소설> 20편 안에 대표작 『새의 노래』가 올라 시배스천 폭스에 대한 영국인들의 여전한 사랑을 다시 한 번 증명했다.
2006년 그는 작가로서 새로운 도전을 했는데, 바로 이언 플레밍의 《007 시리즈》의 바통을 이어 받아 새로운 제임스 본드 소설을 쓴 것이다. 이언 플레밍 탄생 100주년인 2008년 발표된 작품 『데빌 메이 케어』는 영국 펭귄 출판사 역사상 가장 단기간에 가장 많이 팔린 책으로 기록되었으며 2009년 브리티시 북 어워드에서 인기 소설상을 받았다.

## 작품 목록
- 빛의 장난(1984년)
- 리옹도르의 여인The Girl at the Lion D'or (1989년)

열린책들(2007년) 이예원 옮김｜ISBN 978-89-329-0756-7
- 바보의 알파벳A Fool's Alphabet(1992년)

열린책들(2006년) 오숙은 옮김｜ISBN 978-89-329-0712-3
- 새의 노래Birdsong(1993년)

열린책들(2005년) 황보석 옮김｜ISBN 978-89-329-0617-1
- 세 영국인의 죽음(1996년)
- 샬럿 그레이(1998년)
- 초록 돌고래의 거리On Green Dolphin Street(2001년)

열린책들(2005년) 이예원 옮김｜ISBN 978-89-329-0616-4
- 인간의 흔적(2005년)
- 피스타슈(2006년)
- 앵글비(2007년)
- 007 데블 메이 케어 Devil May Care(2008년)

열린책들(2005년) 김진준 옮김｜ISBN 978-89-329-1531-9